# Кіцкань (Васлуй)
Кіцкань, Кіцкані (рум. Chițcani) — село у повіті Васлуй в Румунії. Входить до складу комуни Костешть.
Село розташоване на відстані 259 км на північний схід від Бухареста, 21 км на південь від Васлуя, 79 км на південь від Ясс, 115 км на північ від Галаца.

## Населення
За даними перепису населення 2002 року у селі проживали 400 осіб, усі — румуни. Усі жителі села рідною мовою назвали румунську.